# Svetlana Șepelev-Tcaci
Svetlana Șepelev-Tcaci (kyrillisch Светлана Ткач-Шепелева / Swetlana Tkatsch-Schepelewa, englische Transkription Svetlana Tkach-Shepeleva; * 10. Mai 1969 in Făgădău, Rajon Fălești) ist eine moldauische Marathonläuferin.

## Werdegang
1995 gewann sie den Prag-Marathon, bei dem sie 1997 Zweite wurde. In den Jahren 1996, 1997, 1999 und 2006 siegte sie beim Podgorica-Marathon. 2000 gewann sie den Grandma’s Marathon mit ihrer persönlichen Bestzeit von 2:33:53 h und 2001 wurde sie bei diesem Rennen Sechste. 2003 wurde sie Sechste beim Xiamen-Marathon und Zweite beim Grandma’s Marathon. Im Jahr darauf qualifizierte sie sich als Vierte beim Grandma’s Marathon für die Olympischen Spiele in Athen, bei denen sie auf den 61. Platz kam.
2006 gewann sie bei der Premiere des Antalya-Marathons den Halbmarathon-Bewerb.
Im März 2016 gewann sie nach 2014 zum zweiten Mal den Antalya-Marathon.

## Persönliche Bestzeiten
- Halbmarathon: 1:14:42 h, 23. Februar 2003, Trabzon
- Marathon: 2:33:53 h, 17. Juni 2000, Duluth, Minnesota